# Labour

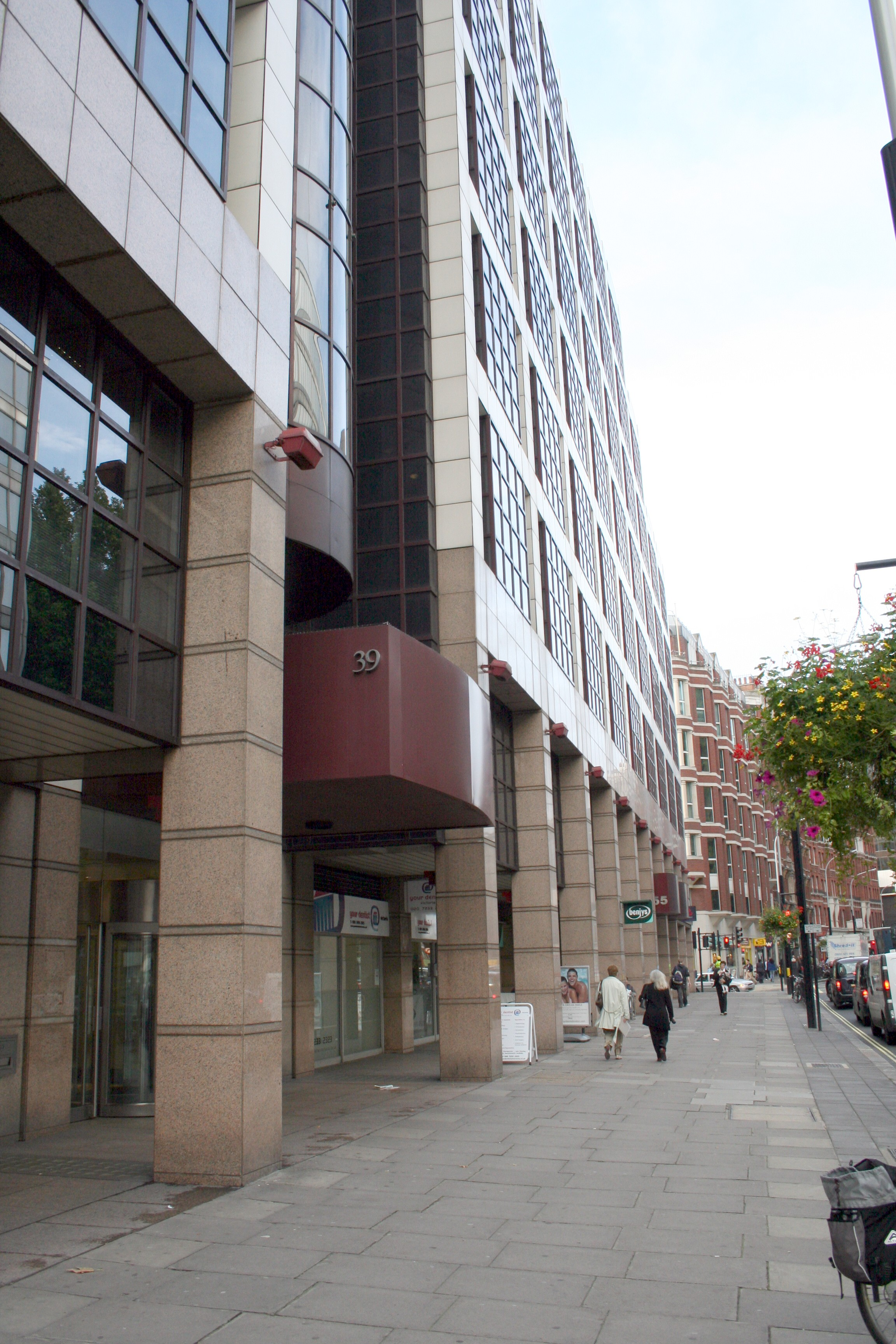
Labours partikansli på Victoria Street i London.

Labour Party (svenska: Arbetarpartiet), är ett socialdemokratiskt politiskt parti i Storbritannien. Partiledare är sedan 2020 Keir Starmer. Sedan valet 2024 är partiet i regeringsställning, med egen majoritet i underhuset.
Labour bildades ursprungligen år 1900 som Labour Representation Committee. År 1906 tog man namnet Labour Party. Partiet tog i början av 1920-talet över det Liberala partiets position som det Konservativa partiets huvudkonkurrent om makten i Storbritannien. Det skedde efter att allmän rösträtt för män, samt kvinnor över 30 år, hade införts, samtidigt som Liberala partiet var i en svacka.
Labour är representerat i det skotska parlamentet (som Scottish Labour Party) och i Wales nationalförsamling (som Welsh Labour Party). Labour ställer ej upp i val i Nordirland utan stödjer istället Social Democratic and Labour Party.

## Historik

### Det tidiga 1900-talet
Labour bildades den 27 februari 1900 som Labour Representation Committee på en specialkongress av den fackliga centralorganisationen Trades Union Congress i syfte att ta fram en gemensam lista på kandidater till underhuset, under medverkan av olika fackföreningar, tillsammans med representanter för de viktigaste socialistiska grupperna i Storbritannien: Independent Labour Party, Social Democratic Federation och Fabianerna. Efter en debatt beslöt de 129 delegaterna att godkänna Keir Hardies motion om att etablera en särskild arbetargrupp i parlamentet, med sina egna whips, som skulle komma överens om en gemensam politik och vara beredd att samarbeta med vilket som helst annat parti som för tillfället förespråkar lagstiftning som gynnar arbetarnas intressen. Redan tidigare hade det från SDF 1893 avsöndrade ILP eftersträvat att skapa en vallista oberoende av de gamla partierna Whigs och Tories och Labour Reform Committee kom att bli en direkt föregångare till det moderna brittiska Labour. Kongressen upprättade en kommitté bestående av två medlemmar från ILP, två från SDF, en fabian och sju fackföreningsföreträdare. Keir Hardie valdes till ordförande och Ramsay MacDonald till sekreterare.
Labour Reform Committee ställde upp med femton kandidater i valet 1900, av vilka två, Keir Hardie och Richard Bell valdes in i underhuset. Partiet fick större framgång i valet 1906 då 29 kandidater blev invalda. En viktig orsak var att man gjort upp med Liberala partiet för att undvika att partiernas kandidater stod emot varandra.
Senare år 1906 beslöt Labour Reform Committee att formellt byta namn till Labour Party. I januarivalet 1910 fick partiet 40 platser och i decembervalet samma år 42 platser, trots att partiet råkat i finansiella svårigheter, sedan fackföreningar 1908 förbjudits att anslå pengar till politiska organisationer. Bestämmelsen upphävdes dock 1913, och därefter kunde partiet enas mot framväxande syndikalistiska och andra radikala grupper.
Labour var dock långt ifrån enigt, och de inre striderna skärptes vid första världskrigets utbrott. Ledaren sedan 1911, Ramsay MacDonald och några andra som motsatte sig kriget avgick, och Labour anslöt sig därefter till den nationella fronten. År 1915 ingick Labours representanter i regeringen, och några av dem kvarstod till november 1918. Vid parlamentsvalet 1918 erhöll Labour 57 representanter i underhuset.
Individuellt medlemskap infördes 1918. Innan dess hade partiet bara bestått av organisationer knutna till partiet.

### Mellankrigstiden och andra världskriget
I valet år 1922 gick Labour om det Liberala partiet och blev för första gången landets näst största parti. Med stöd av Liberala partiet bildade Labour i januari 1924 för första gången regering med Ramsay MacDonald som premiärminister, men denna varade endast i nio månader. Under regeringstiden lagstiftades kring utbildning, arbetslöshet och socialförsäkring. Man kunde också påbörja ett bostadsprogram med 500 000 bostäder för arbetarklassfamiljer genom Wheatley Housing Act.
Vid valet 1929 blev Labour för första gången det största partiet i parlamentet med 287 mandat (37,1 procent) och bildade återigen regering, även denna gång med stöd från Liberala partiet då Labour saknade egen majoritet. För första gången fick Storbritannien en kvinnlig minister i och med att Margaret Bondfield blev arbetsminister. För partiet blev börskraschen och den påföljande depressionen som drabbade Storbritannien ett hårt slag. Under 1931 valde därför premiärminister Ramsay MacDonald och ett antal av de mer betydande ministrarna att, på grund av det svåra ekonomiska läget, bilda en samlingsregering tillsammans med Konservativa partiet och Liberala partiet. Större delen av partiet valde då att gå i opposition. Vid det följande valet 1931 vann oppositionen betydligt fler mandat än MacDonalds parti och kom att överta partiets roll. MacDonald kom dock att sitta kvar som premiärminister, med stöd av de konservativa, fram till 1935.
I slutet av 1930-talet var partiet i opposition, men efter andra världskrigets utbrott gick de åter i koalition med de konservativa. Två olika samlingsregeringar regerade under kriget, den första under Neville Chamberlain varade från samma dag som Storbritannien och Frankrike förklarade krig mot Nazityskland, den 3 september 1939, till och med 9 maj 1940. Denna regering, War Government, hade dock endast två medlemmar från Labour, varav ingen i kabinettet. När Winston Churchill den 10 maj 1940 tillträdde som premiärminister för Coalition Government byggde antalet ministrar på mandatställningen i underhuset och till exempel blev Labourledaren Clement Attlee vice premiärminister och socialminister i samlingsregeringen. Det goda arbete han utförde på den posten anses ha bidragit till den oväntade segern i parlamentsvalet strax efter krigsslutet sommaren 1945.
Denna regering ersattes av en konservativ-nationalliberal expeditionsregering (Caretaker Government, 23 maj till 26 juli 1945) i avvaktan på ett nytt parlamentsval.

### Tiden efter andra världskriget
Vid det första underhusvalet på tio år den 5 juli 1945 vann Labour en jordskredsseger och den 26 juli 1945 tillträdde Clement Attlee som premiärminister för en Labourregering. Internt i Storbritannien hade det under hela kriget funnits ett motstånd mot Winston Churchill som "krigshetsare" framförallt bland arbetarklassen. Även om det var under Chamberlains tid som premiärminister som kriget bröt ut, hade Churchill önskat krig mot Tyskland långt tidigare. Bland vanligt folk som fortfarande hade första världskriget och västfrontens fasor i minne, saknades förståelse för att starta ett krig för Polens skull. I valet 1945 fick det brittiska kommunistpartiet 10 % av rösterna, men genom det brittiska enmandatsvalkretsarna fick kommunisterna endast ett fåtal mandat i underhuset.
Under Labour och Attlee omvandlades Storbritannien till en välfärdsstat och man förstatligade ett stort antal företag inom bland annat gruv- och energiindustrin, järnvägen och flygtrafiken. Även Bank of England nationaliserades. Ett nytt system för sociala förmåner med arbetslöshetsunderstöd, åldringsförsörjning och ett offentligt sjukhusvårdssystem i National Health Service infördes också.
I valet 1950 lyckades det Labour att försvara valsegern från 1945, men dock endast med ett fåtal mandat. Efter ett par förlorade fyllnadsval tvingades Clement Attlee att utlysa val redan hösten 1951 och då vann de konservativa och Winston Churchill tillbaka regeringsmakten. För Labour följde tretton år i opposition gentemot de konservativa ledarna Churchill, Anthony Eden, Harold Macmillan och Alec Douglas-Home. Under 1950-talet blev dessutom partiet förlamat av inre stridigheter mellan de som var anhägare av Aneurin Bevan och ville att man skulle driva en mer socialistisk politik, och de som var "revisionister" och samlades kring partiledaren Hugh Gaitskell. Revisionisterna tog bland annat avstånd från ensidig brittisk kärnvapennedrustning och ville ta bort den fjärde paragrafen ur partiprogrammet, vilket handlade om ett gemensamt ägande av produktionsmedlen. Dock ledde en ekonomisk nedgång i början av 1960-talet och flera politiska skandaler för det Konservativa partiet, den mest kända Profumoaffären, att Labour kunde återkomma som regeringsparti.
Under 1950-, 1960- och 1970-talen växlade Labour och de konservativa vid makten. 1963 tog Harold Wilson över som partiets ledare sedan  Hugh Gaitskell plötsligt avlidit. Wilson vann parlamentsvalen 1964 och 1966. Under Labours styre genomfördes flera reformer på utbildningsområdet som skapade av Open University och legalisering av abort och homosexualitet. Men det ekonomiska läget med en stor utlandsskuld och devalvering som följd försämrade det politiska läget. Labour förlorade valet 1970 och Wilson avgick som premiärminister, men återkom efter segern i valet i februari 1974. Labour vann även det andra valet samma år. År 1976 avgick Wilson av hälsoskäl och efterträddes av James Callaghan.
Under vintern 1978–1979 som kommit att kallas "Winter of Discontent" drabbades Labourregeringen av en rad svårigheter med arbetslivskonflikter, strejker, hög arbetslöshet och en alltmer kollapsande offentlig service. James Callaghans regering föll efter en misstroendeförklaring under våren 1979 och i valet 1979 fick det Konservativa partiet en egen majoritet.

### Det sena 1900-talet
När Labourregeringen föll 1979, efterträddes den av en konservativ regering ledd av Margaret Thatcher. Partiets vänsterfalang tog då makten och Michael Foot utsåg till ny ledare för Labour. Som en följd av detta valde flera moderata politiker, bland dem Roy Jenkins, David Owen och Shirley Williams, att lämna partiet och itället bilda Social Democratic Party.
Valet 1983 blev Labours sämsta sedan 1918 med bara 27,6 procent av rösterna. Partiledaren Michael Foot såg Social Democratic Party som orsaken till en splittring av röster som gynnade de konservativa och Thatcher. Foot avgick och efterträddes av Neil Kinnock. Under Kinnocks ledning började transformeringen av Labour och en förflyttning mot den politiska mitten. Bland annat blev partiet försvarsvänligt, positivt till Storbritanniens EG-medlemskap, erkände marknadskrafternas betydelse i ett modernt industriland samt accepterade att inskränkningar gjordes i fackföreningarnas makt. År 1987 förbättrades valresultatet och utbrytarpartiet Social Democratic Party var inte längre ett direkt hot och SDP gick 1988 upp i det nya Liberaldemokraterna. Labour kom att leda i flera opinionsmätningar de kommande åren, men det skiftade snabbt mellan Labour och de konservativa. Labour förlorade parlamentsvalet 1992, nu mot Thatchers efterträdare John Major, som hade lyckats vända det vikande väljarstödet som uppstått under Thatchers sista tid.
År 1992 tog John Smith över som partiordförande efter Neil Kinnock. Under hans tid på posten avskaffades fackens blockröstning på partikongresserna under mottot "en medlem, en röst". Under Smiths ledning kunde Labour vinna ett försprång gentemot regeringen men 1994 dog Smith plötsligt i en hjärtinfarkt.
Till ny partiledare utsågs Tony Blair. Han tillkännagav vid slutet av sitt tal vid partikongressen 1994 att han ämnade ersätta partiprogrammets fjärde paragraf med ett nytt uttalande om partiets mål och värderingar. Fjärde paragrafen innehöll partiets uttalade uppslutning bakom gemensamt ägande av produktionsmedlen, vilket allmänt tolkades som att de syftade på en fullskalig nationalisering. Paragrafen ersattes med ett uttalande om att partiet företräder demokratisk socialism. En specialkongress antog denna symboliskt viktiga ändring i april 1995.

#### New Labour
Blair reviderade också partiets politik på ett sätt som stärkte bilden av Labour som kompetent och modernt; han använde termen "Nya Labour" ("New Labour") för att skilja partiet från dess förflutna. Detta var en fortsättning från Neil Kinnocks förändringar under 1980-talet senare hälft och John Smiths korta tid som ledare. Samtidigt kritiserade vänsterfalangen partiet för att vara nyliberalt. Fastän omdaningen väckte mycket kritik kunde den ändå framgångsrikt förändra bilden av partiet bland allmänheten.

### 2000-talet
I valet 1997 vann Labour en jordskredsseger. Det var Labours största majoritet någonsin i ett parlamentsval. Man hjälptes av John Majors regerings impopularitet (bland annat på grund av den djupa splittringen inom partiet i EU-frågan) och Blairs personlighet. Dessutom hade partiets nya orientering möjliggjort att man värvade medelklassväljare i England, som tidigare hade röstat konservativt. I och med valsegern Blair blev den yngste personen på premiärministerposten sedan Lord Liverpool 1812.
Bland de förändringar som partiet genomförde i regeringsställning var införandet av en nationell minimilön och en maktdecentralisering till Skottland, Wales och Nordirland som fick egna parlament. Labour kunde fira ett stort stöd, inte minst bland kända personer som bekände sig till "New Labour". Valet 2001 blev ytterligare en storseger för partiet. Populariteten för partiet och Blair minskade dock efter valet. Bland annat bidrog ett antal skandaler till att man förlorade sitt rykte som fritt från korruption och Blairs personliga popularitet började att falna. Dessutom drogs man med problem inom sjuk- och äldrevård, utbildning och kommunikationer som visade sig vara svårlösta. Ytterligare en faktor var brittiska militärstyrkors medverkan i Irakkriget och den ockupationen som följde. I valet 2005 vann Labour återigen, även om partiets majoritet minskade betydligt. Populariten för regeringen minskade ytterligare efter ännu fler skadaler, bland annat startade polisen en undersökning rörande påstådda mutor, där platser i överhuset skulle ha givits bort i utbyte mot ett ekonomiskt stöd till partiet. Blair hade redan 2004 meddelat att om han vann valet 2005 ämnade han att avgå under nästa mandatperiod, vilket han gjorde 2007 då finansministern Gordon Brown tog över premiärminister- och partiledarposten.
Efter en första tid av bra opinionssiffror för Brown så minskade väljarstödet kraftigt och var nere på de lägsta nivåerna sedan 1940-talet. I maj 2008 förlorade man stort i Londons borgmästarval och Gordon Browns ledarskap hamnade i fokus för kritiken. Vid parlamentsvalet 2010 förlorade Labour nära 100 mandat och inget parti fick en egen majoritet. Konservativa tog tillsammans med liberaldemokrater över landets styre och som en följd av valnederlaget meddelade Brown i maj 2010 att han planerade att avgå som partiledare för Labour i september samma år. Redan dagen därpå, den 11 maj, avgick han emellertid både som premiärminister och partiledare med omedelbar verkan.
Den 25 september 2010 valdes Ed Miliband till ny partiledare för Labour. Innan valet 2015 pekade opinionsmätningar på att valet skulle bli jämnt mellan det Konservativa partiet och Labour. Flertalet av dem visade också att det skulle bli ett regeringsskifte. Valet blev dock ingen framgång för partiet, även om man ökade med 1,5 procentenheter så tappade man 26 mandat jämfört med valet 2010. Mandatförlusten berodde huvudsakligen på de stora motgångarna som man hade i Skottland, där Scottish National Party vann 56 av 59 möjliga mandat, medan Labour endast vann ett mandat, vilket var en minskning med fyrtio mandat jämfört med valet 2010. Ed Miliband valde att avgå som partiledare omedelbart efter valnederlaget.
Den kommande processen för att utse en ny partiledare blev en omtumlande fas för partiet. Fyra partiföreträdare lyckades samla 15 procents stöd av partigruppen i underhuset. En av dessa var Jeremy Corbyn, en frispråkig vänstersocialist. Han hade utmärkt sig genom sin aktivism och hade ofta gått i opposition mot partilinjen. Opinionsundersökningar visade på att Corbyn hade ett förvånansvärt stort stöd blev Labours partimedlemmar och registrerade supportrar. Personer inom Labours etablissemang valde att offentligt ta avstånd från Corbyn och vädjade till partiets medlemmar att man borde välja en annan kandidat. Deras ansträngningar visade sig dock vara förgäves då Corbyn klart vann partiledarvalet med 60 procent av rösterna i den första valomgången. Labour fortsatte dock att ligga efter de konservativa i opinionsmätningarna och några mittenorienterade ledamöter valde att ta avstånd från Corbyn, som då avsatte ett antal medlemmar av skuggkabinettet. I folkomröstningen om landets fortsatta medlemskap i EU 2016 förespråkade man att Storbritannien skulle stanna kvar i unionen. Jeremy Corbyn kritiserades dock för ett bristande engagemang i kampanjen och utmanades om partiledarposten, efter att många skuggministrar lämnat hans skuggregering och partigruppen genomfört en misstroendeomröstning mot honom. I medlemsomröstningen blev Corbyn dock omvald med röstsiffrorna 61,8 procent mot utmanaren Owen Smiths 38,2 procent.
Labour låg långt efter i opinionsmätningarna när den konservativa premiärministern Theresa May utlyste ett nyval under våren 2017. Under valrörelsen minskade dock de konservativas försprång och Corbyns popularitet ökade. Partiets valprogram innehöll bland annat en omfördelningsprofil, med höjda skatter för höginkomsttagare kombinerat med en höjd minimilön. Unga väljare lockades också till partiet, bland annat då man ville avskaffa universitetsavgifterna. Valet 2017 blev till sist en oväntad framgång för Labour, då man ökade sina mandat med 30 stycken till 262. Dessutom fick man 40 procent av rösterna, vilket var den största andelen sedan 2001. Framgången kan delvis beskrivas med att många unga väljare hade mobiliserats till partiet genom sociala medier. Dock kunde ändå den konservativa regeringen sitta kvar, med hjälp av stöd från nordirländska Democratic Unionist Party. Corbyns position var tillfälligt tryggad efter valrörelsen, men partiet var fortfarande splittrat i frågan om EU-medlemskapet. Många partimedlemmar tyckte att man borde stanna kvar i unionen, medan Labours traditionella väljarbas som är i mellersta och norra England i en stor utsträckning hade röstat för ett EU-utträde. Efter en omfattande intern debatt kom partiet att företräda en "mjukare" brexit, än vad som förhandlats fram av den konservativa regeringen. Bland annat förespråkade man att Storbritannien skulle stanna kvar i EU:s tullunion och ha en nära anknytning till den gemensamma marknaden.
Då Boris Johnson utlyste ett nyval under hösten 2019, gick partiet till val på en "mjukare" brexit och ett socialt och ekonomiskt program som snarast var ännu radikalare än 2017. Under valkampanjen försökte man att tona ned EU-frågan och istället fokusera på det sociala och ekonomiska reformprogrammet, men strategin misslyckades. Valet 2019 blev en stor framgång för det Konservativa partiet, som fick en egen majoritet i underhuset med god marginal. Labours mandat minskade till 202, vilket är det lägsta antalet sedan valet 1935. Avståndet i röstandel upp till det Konservativa partiet var det största sedan valet 1983. Omedelbart annonserade Corbyn att han planerade att avgå och han efterträddes som partiledare av Keir Starmer i april 2020.
I juli 2024 blev Keir Starmer Storbritanniens 58:e premiärminister efter att Labour vunnit en stor majoritet i parlamentet i valet 2024.

## Organisationsstruktur
Partiet har en relativt komplicerad organisationsstruktur där personer är individuella medlemmar av lokalavdelningar som sedan bildar partiet tillsammans med fackföreningar och socialistiska sällskap, bland andra Co-operative Party och Fabianerna.

## Partiledare
Partiledare sedan 1906 (partiledare som tjänade som premiärminister är märkta med en *)
- Keir Hardie 1906–1908
- Arthur Henderson 1908–1910
- George Nicoll Barnes 1910–1911
- Ramsay MacDonald 1911–1914
- Arthur Henderson 1914–1917
- William Adamson 1917–1921
- John Robert Clynes 1921–1922
- Ramsay MacDonald* 1922–1931
- Arthur Henderson 1931–1932
- George Lansbury 1932–1935
- Clement Attlee* 1935–1955
- Hugh Gaitskell 1955–1963
- Harold Wilson* 1963–1976
- James Callaghan* 1976–1980
- Michael Foot 1980–1983
- Neil Kinnock 1983–1992
- John Smith 1992–1994
- Margaret Beckett 1994 tf
- Tony Blair* 1994–2007
- Gordon Brown* 2007–2010
- Harriet Harman 2010 tf
- Ed Miliband 2010–2015
- Harriet Harman 2015 tf
- Jeremy Corbyn 2015–2020
- Keir Starmer* 2020–

### Porträtt

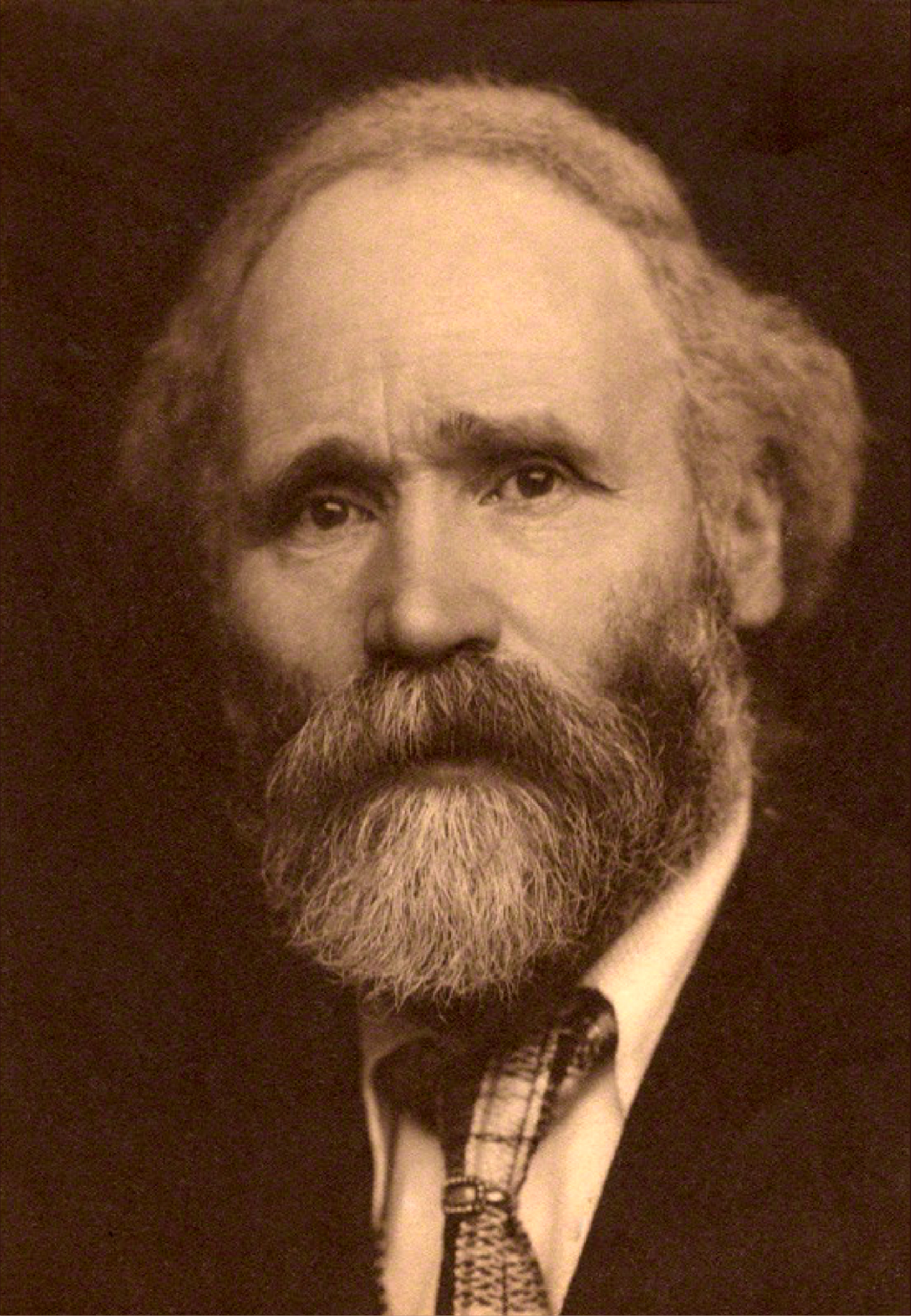
Keir Hardie
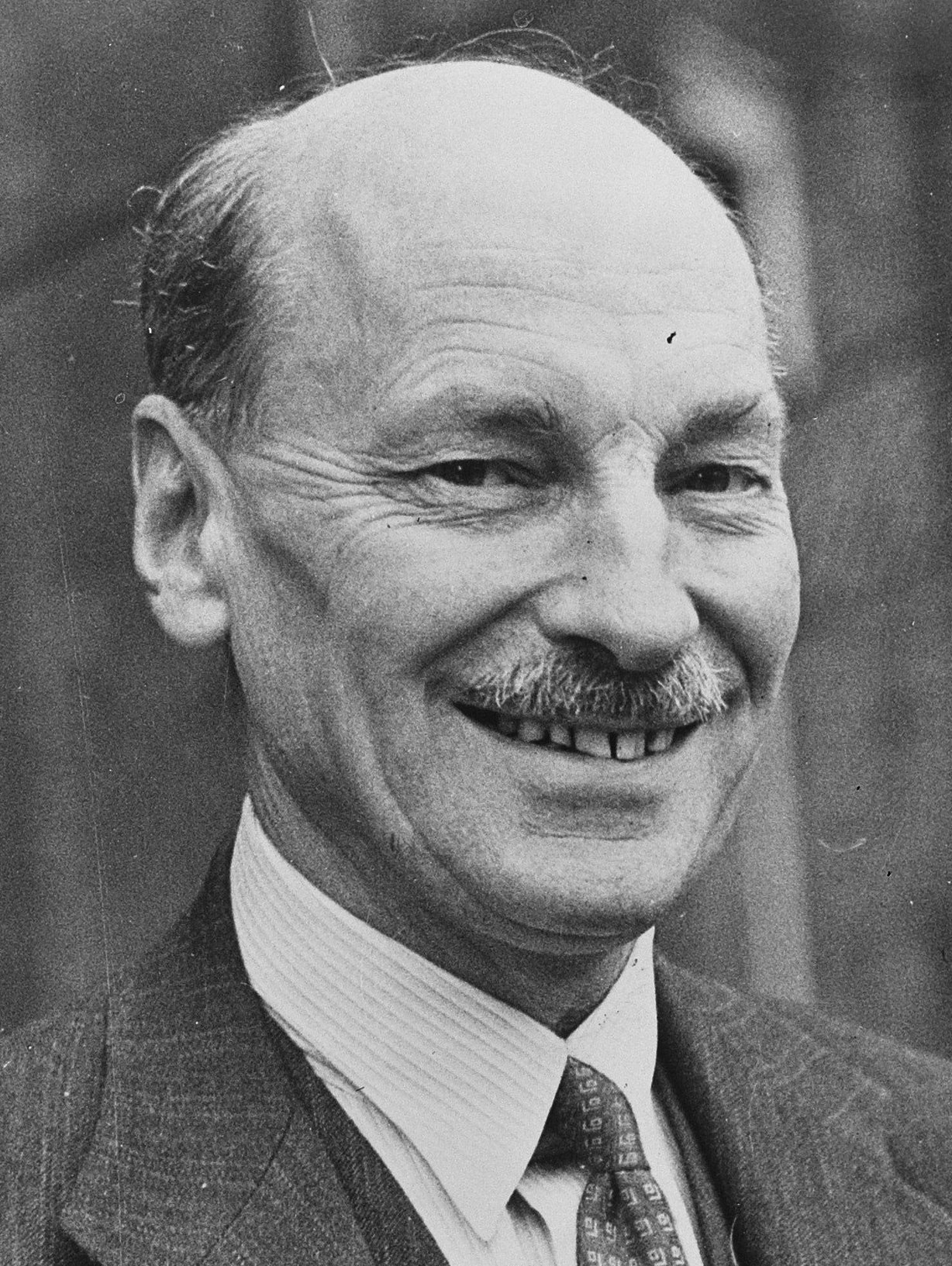
Clement Attlee
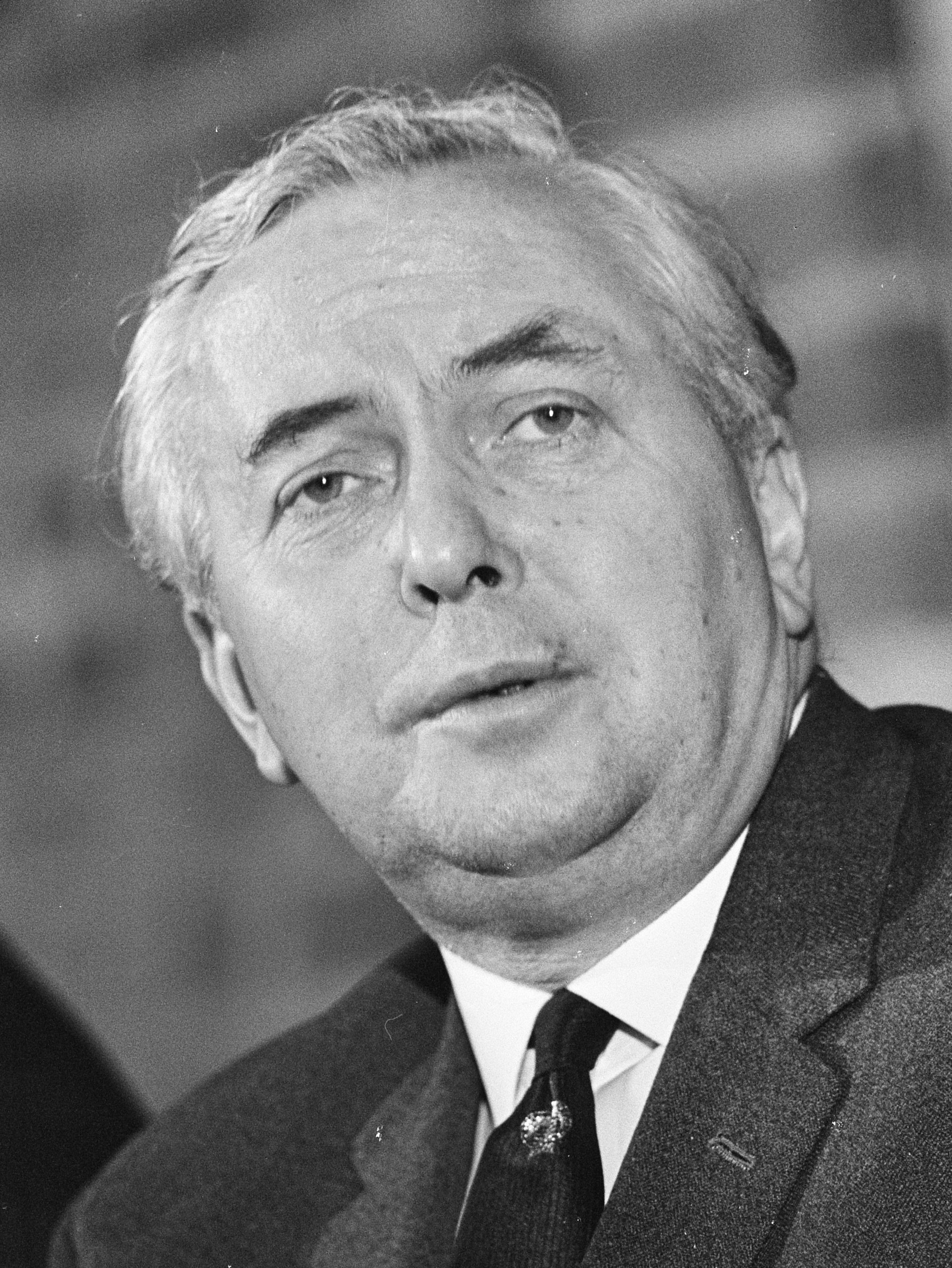
Harold Wilson
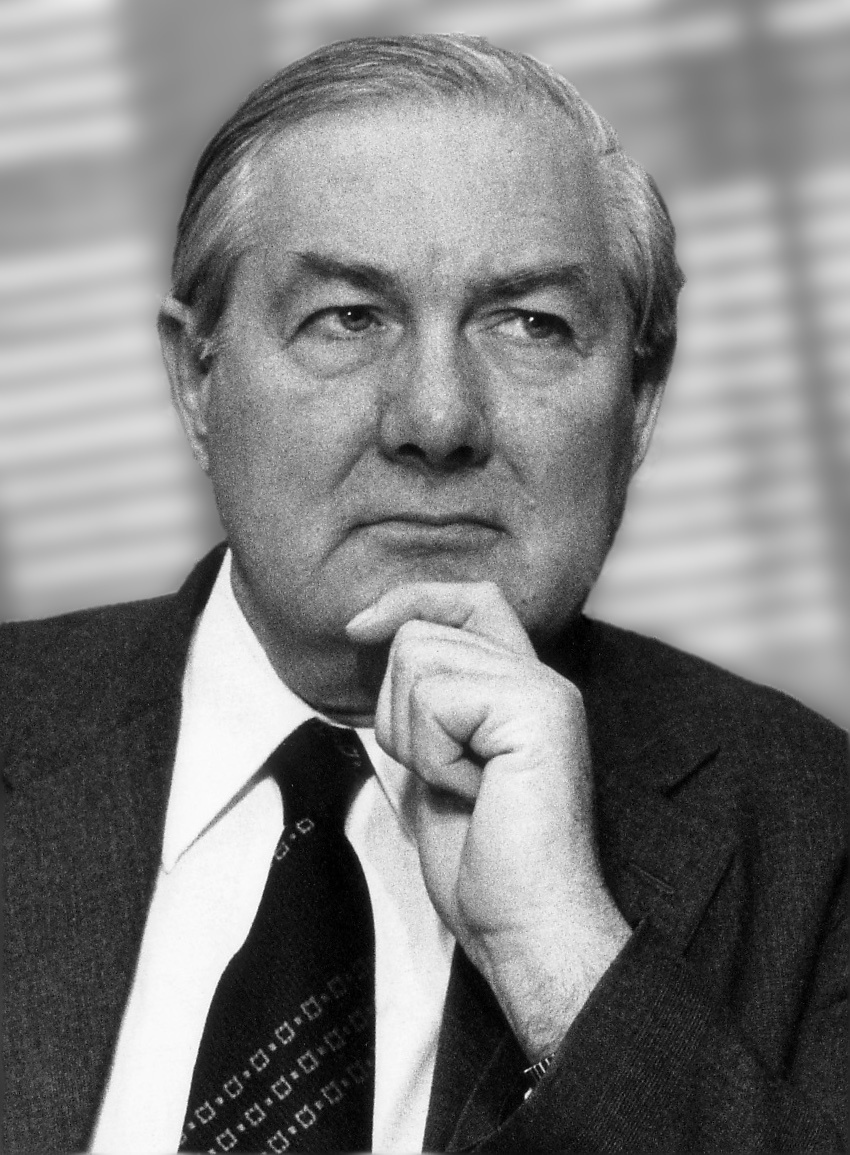
James Callaghan
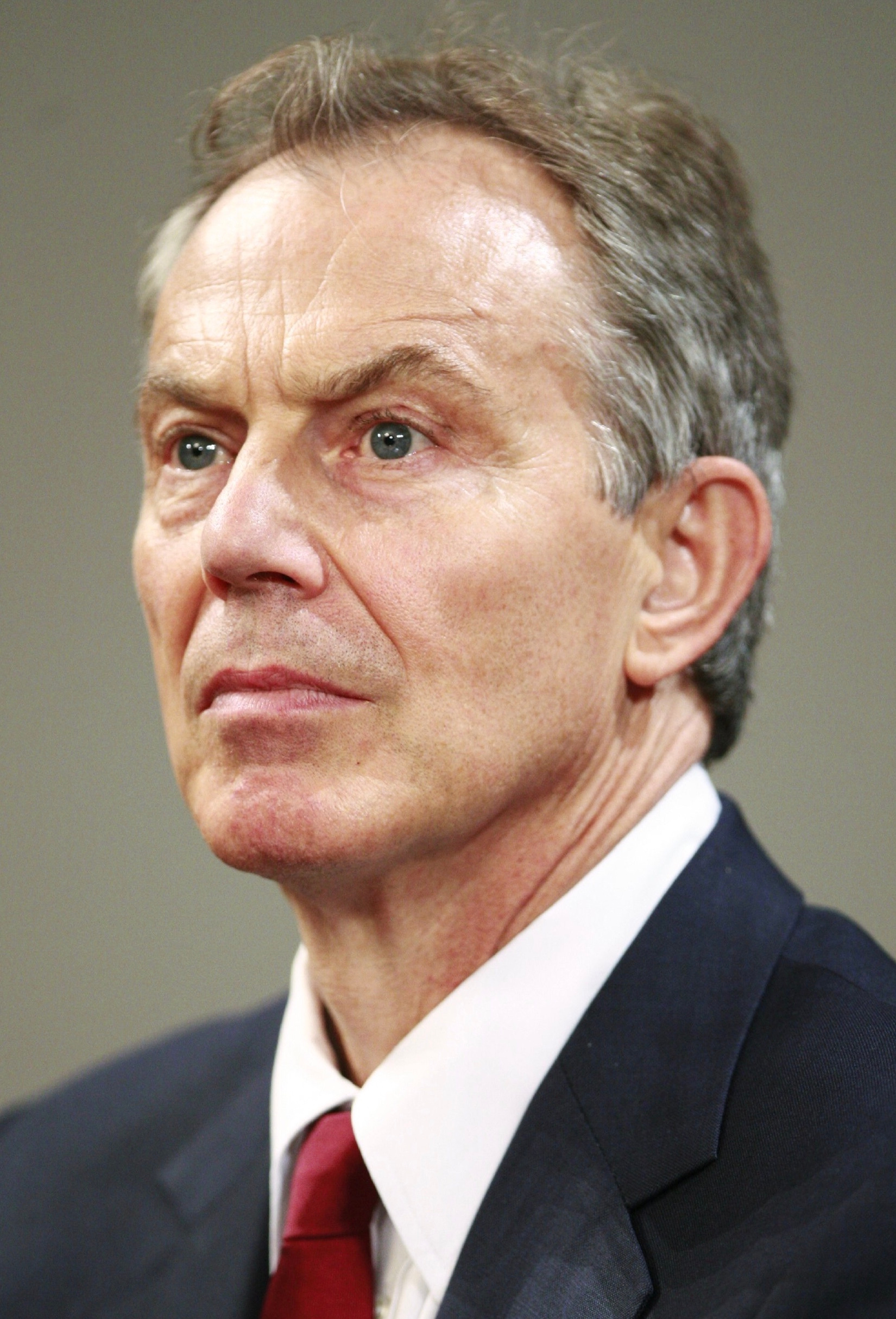
Tony Blair
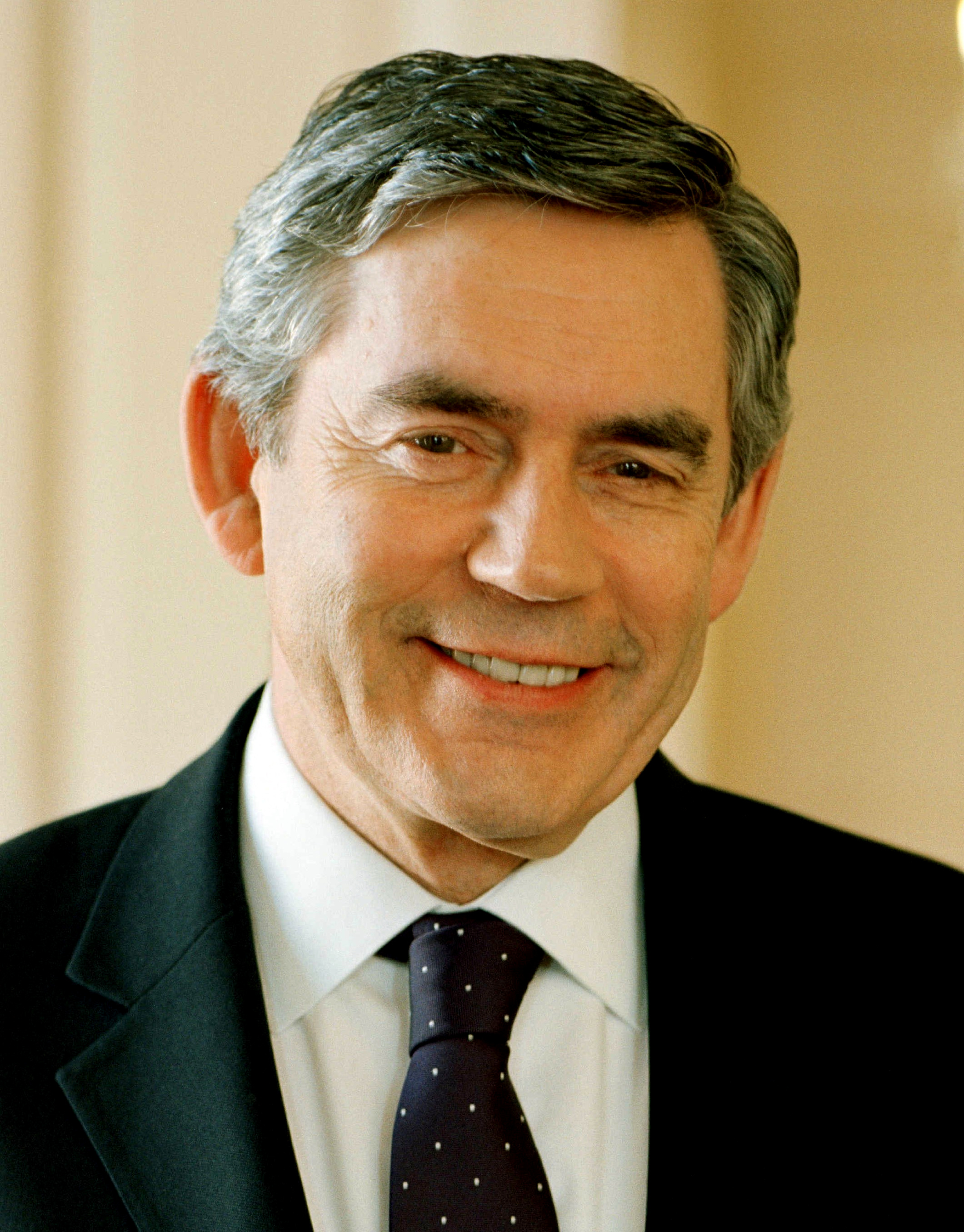
Gordon Brown
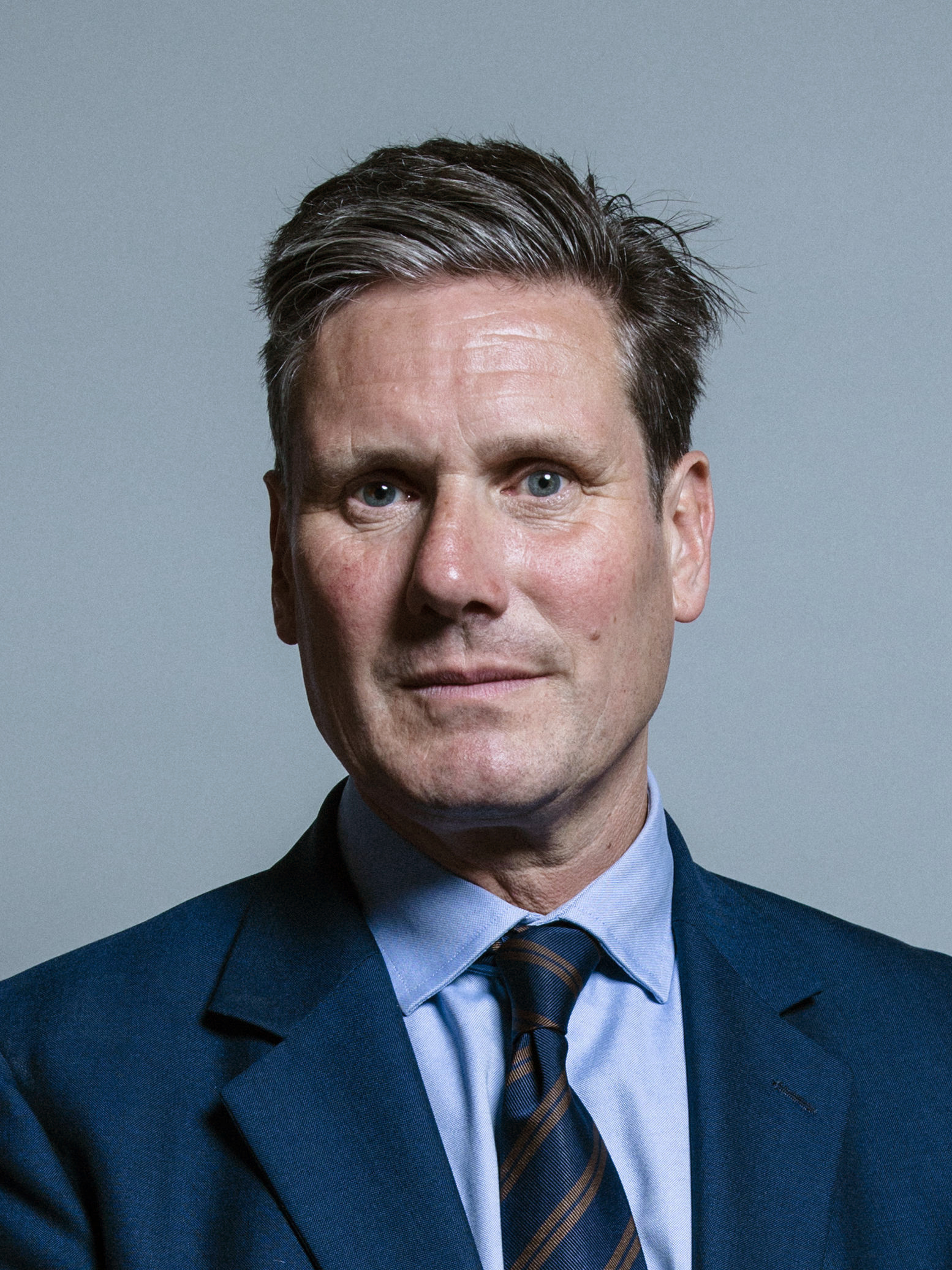
Keir Starmer